# Море достатку (роман)
«Море достатку» (яп. 豊饒の海 Хо:дзьо: но умі) — роман японського письменника Юкіо Місіми, за формою представляє тетралогію і складається з наступних творів: 
- «Весняний сніг» (1969)[1]
- «Коні, що несуть» (1969)
- «Храм на світанку» (1970)
- «Падіння янгола» (1971)[2]

## Сюжет
Сюжет  роману охоплює період з 1912 по 1975 рік
В основу сюжету покладена «Повість Хамамацу тюнагон». Назва відповідає латинській назві одного з місячних морів і в джерелі виглядає як «Mare Foecunditatis». Роман публікувався в журналі «Сінто», починаючи 1966 року. У 2005 році режисер Ісао Юкісада зняв фільм «Весняний сніг» з першої частини циклу.